# Ceylonwühle
Die Ceylonwühle (Ichthyophis glutinosus) ist eine im Schlammboden lebende Art der Blindwühlen, die auf Sri Lanka vorkommt.

## Merkmale
An einen großen Regenwurm erinnert der bis zu 45 Zentimeter lange, etwa 1,6 Zentimeter dünne und durch Ringfurchen in etwa 400 Quersegmente gegliederte Körper der Ceylonwühle. Die Oberseite ist dunkelbraun oder blauschwarz, die Unterseite hellbraun gefärbt. An den Flanken befinden sich lebhaft gelbe Längsstreifen. Zwischen den schwarzen Augen und den Nasenlöchern gibt es ein Paar kleine, einziehbare weiße Tentakeln, die anstelle der reduzierten Sehleistung der Orientierung dienen. Zudem ist der Geruchssinn über die Nase und das Jacobson-Organ sehr gut ausgeprägt. Letzteres steht auch mit den Fühlern in Verbindung.

## Vorkommen, Lebensweise
Die Ceylonwühle ist auf Sri Lanka, dem früheren Ceylon, verbreitet. Dort besiedelt sie schlammigen Boden innerhalb von Sümpfen im zentralen und südwestlichen Teil der Insel. Die noch recht häufig vorkommende Art ernährt sich von Würmern und anderen Wirbellosen. Zur Fortpflanzungszeit zwischen März und September legt das Weibchen zehn bis 24 in einem Strang zusammenhängende Eier mit Maßen von je sechs mal neun Millimetern in eine Erdhöhle und bewacht diese. Die geschlüpften, circa vier Zentimeter langen Larven kriechen in nahe gelegene Gewässer. Ihre äußeren Kiemen haben sie zu der Zeit schon zurückgebildet; es ist aber noch ein offenes Kiemenloch an jeder Halsseite vorhanden. Auch sind deutliche Augen zu erkennen sowie Rudimente von Hintergliedmaßen. Der seitlich abgeflachte, mit Säumen versehene Schwanz unterstützt ihre aquatile Lebensweise, die sie bis zur Metamorphose führen.

## Weblink
- Ichthyophis glutinosus in der Roten Liste gefährdeter Arten der IUCN 2013.1. Eingestellt von: Kelum Manamendra-Arachchi, Anslem de Silva, David Gower, Mark Wilkinson, Oommen V. Oommen, 2004. Abgerufen am 20. November 2013.